# Mariano Artigas
Mariano Artigas Mayayo (Zaragoza, 15 de diciembre de 1938-Pamplona, 23 de diciembre de 2006) fue un filósofo y sacerdote católico español. Doctor en filosofía (dos doctorados, uno eclesiástico y otro civil) y también en física, prestó especial atención a la conciliación entre razón y fe, que trató en libros, artículos y conferencias. Fue un profundo estudioso de la obra de Karl Popper.

## Biografía y obra
Nació en Zaragoza el 15 de diciembre de 1938. Se doctoró en filosofía por la Pontificia Universidad Lateranense de Roma en 1963 y también en la Universidad de Barcelona en 1978. Era también doctor en Física por la Universidad de Barcelona desde 1969. Miembro del Opus Dei, fue ordenado sacerdote en 1964. Fue profesor de la Universidad de Navarra, donde enseñaba Filosofía de la Naturaleza y Filosofía de las Ciencias, y donde promovió —junto con algunos colegas— el Grupo de Investigación sobre Ciencia, Razón y Fe.  
En muchos de sus escritos intentó mostrar que el conocimiento científico y el propio de la fe no se contradicen y guardan entre ellos una armonía fundamental. Subrayaba que el diálogo entre ambos se da en un terreno que bastantes autores contemporáneos desconocen: el de la filosofía, el saber humano que está orientado a la investigación de las «cuestiones últimas». Defiende que la ciencia experimental no puede probar ni refutar la existencia de Dios, pero que suministra a la reflexión filosófica datos que pueden conducir a conclusiones racionales congruentes con aquellos que la fe propone. 
Así, sus estudios le llevaron a sostener que la moderna cosmovisión científica aporta poderosos apoyos al teísmo, tesis que defendió en  sus libros, entre los que destaca La mente del universo. Otras de sus obras a destacar en filosofía de la ciencia son: Filosofía de la ciencia experimental, El desafío de la racionalidad, La inteligibilidad de la naturaleza, Lógica y ética en Karl Popper, Galileo en Roma (con William R. Shea), "Negotiating Darwin. The Vatican confronts evolution", "Galileo observed. Science and the politics of belief" y "Oracles of science. Celebrity scientists versus God and religion".
En su libro Galileo y el Vaticano, basado enteramente en material de archivo inédito y escrito junto con Melchor Sánchez de Toca, describió la historia y el trabajo de la Comisión Pontificia creada para el estudio del caso Galileo Galilei. El libro, acabado poco antes de morir, se publicó póstumo en 2008. 
Escribió también libros divulgativos como Las fronteras del evolucionismo, Ciencia, razón y fe y El hombre a la luz de la ciencia. 
Fue miembro de la Asociación Europea para el Estudio de la Ciencia y la Teología, miembro ordinario de la Academia Pontificia de Santo Tomás de la Santa Sede y de la Sociedad Internacional para Ciencia y Religión (con sede en la Universidad de Cambridge). Era miembro correspondiente de la Academia Internacional de Filosofía de las Ciencias (Bruselas) y consultor del Consejo Pontificio para el Diálogo con los no creyentes.

### Libros
- Artigas, Mariano (2007). Ciencia y religión. Conceptos fundamentales. Eunsa. ISBN 978-84-313-2490-2.

- - (2004). Ciencia, razón y fe. Eunsa. ISBN 978-84-313-2144-4.

- - (2004). Las fronteras del evolucionismo. Eunsa. ISBN 978-84-313-2172-7.

- - (2003). Filosofía de la naturaleza. Eunsa. ISBN 978-84-313-2052-2.

- - (2000). The Mind of the Universe. Understanding Science and Religion. Templeton Foundation Press. ISBN 978-1-890151-54-6.

- - (2000). La mente del Universo. Eunsa. ISBN 978-84-313-1675-4.

- - (1999). Filosofía de la ciencia. Eunsa. ISBN 978-84-313-1729-4.

- - (1998). Filosofía de la naturaleza. Eunsa. ISBN 978-84-313-1631-0.

- - (1998). Lógica y ética en Karl Popper. Eunsa. ISBN 978-84-313-1610-5.

- - (1997). Introducción a la filosofía. Eunsa. ISBN 978-84-313-0842-1.

- - (1995). La inteligibilidad de la naturaleza. Eunsa. ISBN 978-84-313-1185-8.

- - (1994). El desafío de la racionalidad. Eunsa. ISBN 978-84-313-1307-4.

- - (1992). Ciencia, razón y fe. Ediciones Palabra, S.A. ISBN 978-84-7118-427-6.

- - (1992). Ciencia y fe: nuevas perspectivas. Eunsa. ISBN 978-84-313-1201-5.

- - (1992). Las fronteras del evolucionismo. Ediciones Palabra, S.A. ISBN 978-84-7118-406-1.

- - (1992). El hombre a la luz de la ciencia. Ediciones Palabra, S.A. ISBN 978-84-7118-800-7.

- - (1979). Karl Popper: búsqueda sin término. Editorial Magisterio Español, S.A. ISBN 978-84-265-5329-4.

- -. Filosofía de la ciencia experimental. Eunsa. ISBN 978-84-313-1075-2.

- Mariano Artigas y Melchor Sánchez de Toca (2008). Galileo y el Vaticano. Biblioteca de Autores Cristianos. ISBN 978-84-265-5329-4.

- Karl W. Giberson and Mariano Artigas (2007). Oracles of Science. Celebrity Scientists versus God and Religion. Oxford University Press. ISBN 978-0-19-531072-6.. Edición en castellano: Oráculos de la ciencia. Científicos famosos contra Dios y la religión. Encuentro. ISBN 978-84-9920-121-4.[2]

- Mariano Artigas y Daniel Turbón (2007). Origen del hombre. Ciencia, Filosofía y Religión. Eunsa. ISBN 978-84-313-2501-5.

- Mariano Artigas, Thomas F. Glick, Rafael A. Martínez (2006). Negotiating Darwin: The Vatican Confronts Evolution, 1877-1902. JHU Press. ISBN 978-0-8018-8389-7.

- Shea, William R.; Artigas, Mariano (2003). Galileo en Roma. Encuentro Ediciones, S.A. ISBN 978-84-7490-676-9.

- Artigas, Mariano; Sanguineti Cavalieri, Juan José (1993). Filosofía de la naturaleza. Eunsa. ISBN 978-84-313-0830-8.

### Artículos
- La ciencia como religión
- La mente del universo
- Un universo de diseño
- Georges Lemaître, el padre del "big bang"
- Evolucionismo: el hecho y sus implicaciones
- Progreso científico sin retroceso religioso
- Proteínas que piensan
- ¿Qué sabemos sobre la evolución del universo?
- El Dr. Crick y su cerebro
- El término de una búsqueda sin término